# Міхал Ян Пац
Міхал Ян Пац (пол. Michał Jan Pac, 1730 — жовтень 1787) — державний і військовий діяч Великого князівства Литовського, генерал-майор литовський армії (1764), генерал-лейтенант (1766/1767). Камергер Августа III, генеральний маршалок Барської конфедерації в Великому князівстві Литовському (1769—1772).

## Біографія
Представник литовського магнатського роду Паців герба «Гоздава». Син каштеляна жемайтського і старости жмудьського Юзефа Франтішека Паца (бл. 1685—1764) і Олени Бяллозора. Брат — генерал-інспектор (1760) і підстолій великий литовський Ігнаци Пац (пом. 1765).

Наближений воєводи віленського, князя Кароля Станіслава Радзивілла. Суперник партії Чарторийських, виступав проти обрання проросійського кандидата Станіслава Августа Понятовського на польський королівський престол. У 1767 році вступив в Радомську конфедерацію. У тому ж році на сеймі Рєпніна увійшов до складу сеймової делегації, яка під тиском російського посла, князя М. В. Рєпніна, змушена визнати збереження колишнього порядку в Речі Посполитій. У 1768 році Міхай Ян Пац приєднався до Барської конфедерації як маршалок Новогрудського повіту.
Восени 1768 року староста жмудьський Михайло Ян Пац створив в Новогрудку Генеральну конфедерацію Великого князівства Литовського як частину Барської конфедерації, брав участь в боях з російськими і королівськими військами. Після поразки панських конфедератів проживав в еміграції (в Словаччині і Сілезії), потім виїхав до Франції, де в 1776 році отримав французьке громадянство. До кінця життя був противником Станіслава Августа Понятовського і протестував проти поділів Речі Посполитої.